# Ferrières-sur-Sichon
Ferrières-sur-Sichon (okzitanisch Ferrièras) ist eine französische Gemeinde mit 506 Einwohnern (Stand: 1. Januar 2022) im Département Allier in der Region Auvergne-Rhône-Alpes.  Sie gehört zum Arrondissement Vichy und zum Kanton Lapalisse. Die Bewohner werden Farrérauds genannt.

## Geographie
Die Gemeinde liegt rund 20 Kilometer südöstlich von Vichy und 30 Kilometer westlich von Roanne an der Grenze zum Département Puy-de-Dôme. Der Ort selbst liegt am rechten Ufer des Flusses Sichon. Nachbargemeinden sind Le Mayet-de-Montagne im Norden, Saint-Clément im Nordosten, La Chabanne im Osten, Laprugne im Südosten, Lavoine im Süden, La Guillermie im Südwesten, Lachaux im Westen und Arronnes im Nordwesten.
Zur Gemeinde gehört der Weiler Glozel.

## Geschichte
Zwischen 1790 und 1794 kamen die Orte Les Barres, Cheval-Rigon, La Montagne und La Roue zur Gemeinde Ferrières-sur-Sichon. 
Im Jahr 1880 wurden die Orte Lavoine und La Guillermie von Ferrières-sur-Sichon abgetrennt und zu selbständigen Gemeinden erklärt.

## Bevölkerungsentwicklung
| Jahr                       | 1982 | 1990 | 1999 | 2008 | 2018 |
| Einwohner                  | 656  | 632  | 561  | 554  | 544  |
| Quellen: Cassini und INSEE |      |      |      |      |      |

## Sehenswürdigkeiten
- Burg Montgilbert, Burgruine aus dem 13. Jahrhundert, Monument historique[1]
- Château de Chappes, Schloss aus dem 15. Jahrhundert, Monument historique[2]
- Château de Ferrières, Schloss aus dem 16. Jahrhundert, Monument historique[3]
- Archäologische Fundstätte und Museum in Glozel

Siehe auch: Liste der Monuments historiques in Ferrières-sur-Sichon